# 6e étape du Tour d'Espagne 2015
La 6e étape du Tour d'Espagne 2015 s'est déroulée le jeudi 27 août 2015, entre Cordoue et Sierra de Cazorla, sur une distance de 204 km. Le coureur colombien Esteban Chaves, de l'équipe Orica-GreenEDGE l'a remportée, devant Daniel Martin et Tom Dumoulin. Esteban Chaves s'empare du maillot rouge.

## Résultats

### Classement de l'étape
| Classement de l'étape | Classement de l'étape | Classement de l'étape | Classement de l'étape | Classement de l'étape |
|                       | Coureur               | Pays                  | Équipe                | Temps                 |
| --------------------- | --------------------- | --------------------- | --------------------- | --------------------- |
| 1er                   | Esteban Chaves        | Colombie              | Orica-GreenEDGE       | en 4 h 46 min 16 s    |
| 2e                    | Daniel Martin         | Irlande               | Cannondale-Garmin     | + 5 s                 |
| 3e                    | Tom Dumoulin          | Pays-Bas              | Giant-Alpecin         | + 5 s                 |
| 4e                    | Rubén Plaza           | Espagne               | Lampre-Merida         | + 11 s                |
| 5e                    | Alejandro Valverde    | Espagne               | Movistar              | + 11 s                |
| 6e                    | Joaquim Rodríguez     | Espagne               | Katusha               | + 11 s                |
| 7e                    | Christopher Froome    | Royaume-Uni           | Sky                   | + 11 s                |
| 8e                    | Rafał Majka           | Pologne               | Tinkoff-Saxo          | + 11 s                |
| 9e                    | Nairo Quintana        | Colombie              | Movistar              | + 11 s                |
| 10e                   | Nicolas Roche         | Irlande               | Sky                   | + 11 s                |
| modifier              |                       |                       |                       |                       |

### Classements à l'issue de l'étape

#### Classement général
| Classement général | Classement général | Classement général | Classement général | Classement général  |
|                    | Coureur            | Pays               | Équipe             | Temps               |
| ------------------ | ------------------ | ------------------ | ------------------ | ------------------- |
| 1er                | Esteban Chaves     | Colombie           | Orica-GreenEDGE    | en 21 h 55 min 13 s |
| 2e                 | Tom Dumoulin       | Pays-Bas           | Giant-Alpecin      | + 10 s              |
| 3e                 | Daniel Martin      | Irlande            | Cannondale-Garmin  | + 33 s              |
| 4e                 | Nicolas Roche      | Irlande            | Sky                | + 36 s              |
| 5e                 | Alejandro Valverde | Espagne            | Movistar           | + 49 s              |
| 6e                 | Daniel Moreno      | Espagne            | Katusha            | + 51 s              |
| 7e                 | Christopher Froome | Royaume-Uni        | Sky                | + 55 s              |
| 8e                 | Joaquim Rodríguez  | Espagne            | Katusha            | + 56 s              |
| 9e                 | Nairo Quintana     | Colombie           | Movistar           | + 57 s              |
| 10e                | Fabio Aru          | Italie             | Astana             | + 1 min 8 s         |
| modifier           |                    |                    |                    |                     |

#### Classement par points
| Classement par points | Classement par points | Classement par points | Classement par points | Classement par points |
| --------------------- | --------------------- | --------------------- | --------------------- | --------------------- |
|                       | Coureur               | Pays                  | Équipe                | Point(s)              |
| 1er                   | Peter Sagan           | Slovaquie             | Tinkoff-Saxo          | 61 points             |
| 2e                    | Esteban Chaves        | Colombie              | Orica-GreenEDGE       | 56 pts                |
| 3e                    | Alejandro Valverde    | Espagne               | Movistar              | 47 pts                |
| 4e                    | Tom Dumoulin          | Pays-Bas              | Giant-Alpecin         | 40 pts                |
| 5e                    | Nicolas Roche         | Irlande               | Sky                   | 36 pts                |
| modifier              |                       |                       |                       |                       |

#### Classement du meilleur grimpeur
| Classement du meilleur grimpeur | Classement du meilleur grimpeur | Classement du meilleur grimpeur | Classement du meilleur grimpeur | Classement du meilleur grimpeur |
| ------------------------------- | ------------------------------- | ------------------------------- | ------------------------------- | ------------------------------- |
|                                 | Coureur                         | Pays                            | Équipe                          | Point(s)                        |
| 1er                             | Omar Fraile                     | Espagne                         | Caja Rural-Seguros RGA          | 13 points                       |
| 2e                              | Walter Pedraza                  | Colombie                        | Colombia                        | 7 pts                           |
| 3e                              | Natnael Berhane                 | Érythrée                        | MTN-Qhubeka                     | 7 pts                           |
| 4e                              | Esteban Chaves                  | Colombie                        | Orica-GreenEDGE                 | 6 pts                           |
| 5e                              | Sylvain Chavanel                | France                          | IAM                             | 4 pts                           |
| modifier                        |                                 |                                 |                                 |                                 |